# Micromitrium thelephorothecum
Micromitrium thelephorothecum là một loài rêu trong họ Ephemeraceae. Loài này được Florsch. Crosby mô tả khoa học đầu tiên năm 1968.